# Ritter Beteiligungs- und Vermögensverwaltungs-Gesellschaft
Koordinaten: 50° 3′ 45,5″ N, 9° 9′ 37,3″ O
Der Konzern Ritter Beteiligungs- und Vermögensverwaltungs-Gesellschaft mbH mit Hauptsitz in Mömbris ist ein 1978 gegründeter mittelständischer deutscher Elektronikhersteller und -händler mit Niederlassungen in Thal.

## Vertrieb
Der Konzern mit ungefähr 400 Mitarbeitern und einem Umsatz von 108 Millionen Euro im Jahr 2010 vertreibt seine Produkte über seine Tochterunternehmen REV Ritter GmbH und düwi Handels- und Produktionsgesellschaft mbH. Das Unternehmen bietet Elektrozubehör, Schalter, Steckdosen, Steckdosenleisten, Kabeltrommeln und Produkte für die Hausautomatisierung an, die aus eigener Produktion stammen oder zugekauft werden.

## Geschichte
Das Unternehmen wurde 1978 gegründet. Der Umsatz betrug 2008 bei 350 Mitarbeitern mehr als 70 Mio. Euro und das Unternehmen platzierte sich unter den Top 5 der Branche. 2010 betrug der Umsatz bei ungefähr 400 Mitarbeitern bereits rund 108 Mio. Euro. 2009 wurde der ehemalige Konkurrent düwi Handels- und Produktionsgesellschaft mbH übernommen. Das Umsatzziel wurde mit jährlich 120 Mio. Euro angegeben.

## Struktur und Eigentumsverhältnisse
Im thüringischen Thal befindet sich das Logistikzentrum. Der Standort in Breckerfeld ist der ehemalige Hauptsitz der düwi Handels- und Produktionsgesellschaft mbH. Das Unternehmen ist in Familienbesitz, Eigentümer ist die namensgebende Familie Ritter. Geschäftsführer ist Frank Ritter.
Seit 2010 ist der chinesische Handelskonzern Ningbo Cixi Import und Export Corporation mit 27 % an der REV Ritter GmbH beteiligt.